# Léonce Élie de Beaumont
Jean-Baptiste Armand Louis Léonce Élie de Beaumont, född 25 september 1798 i Mézidon-Canon, departementet Calvados, död där 21 september 1874, var en fransk geolog.
Élie de Beaumont företog 1821, på uppdrag av regeringen, en vetenskaplig resa till England, huvudsakligen för att studera bergverksförhållandena. Efter sin återkomst inträdde han i bergskåren som ingenjör och utnämndes till ingénieur en chef. År 1829 blev han professor i geologi vid École des mines och 1832 tillika professor vid Collège de France samt 1835 medlem av Académie des sciences, där han 1853 valdes till ständig sekreterare.
Hans förnämsta livsgärning är den av honom, tillsammans med Armand Dufrénoy, utarbetade geologiska kartan över Frankrike i skalan 1:500 000, utgiven i sex blad, 1840-42, samt tillhörande text: Explication de la carte géologique de la France (1841-48). De båda tilldelades 1843 Wollastonmedaljen för detta verk.
Stor uppmärksamhet, om än ej många anhängare, vann Élie de Beaumonts Notice sur le systéme des montagnes (1849-52), i vilken han indelar bergskedjorna i vissa system, alltefter deras huvudsträckning, och framställer teorin att alla bergskedjor med samma riktning blivit upplyfta under samma tidsperiod samt att upplyftandet sammanhänger med jordklotets fortgående avsvalning. Av hans många övriga arbeten kan nämnas Leçons de géologie pratique (tre volymer, 1845). År 1867 fick han uppdraget att leda arbetena för upprättande av en ny, mer detaljerad geologisk karta (i större skala) över Frankrike.
Han var ledamot av Franska vetenskapsakademien. Han var även ledamot av Preussiska vetenskapsakademien och av Royal Society of Edinburgh, utländsk ledamot av Royal Society och invaldes 1848 som utländsk ledamot av Kungliga Vetenskapsakademien.